# Spencer Madan (traducteur)
Spencer Madan (1758–1836) est un ecclésiastique anglais, connu comme traducteur d'Hugo Grotius.

## Biographie
Il est le fils aîné de Spencer Madan, évêque de Peterborough, et de sa première épouse, Lady Charlotte, deuxième fille de Charles Cornwallis (1er comte Cornwallis). Il devient érudit du roi à la Westminster School en 1771 et est élu au Trinity College de Cambridge en 1776. En 1778, il est créé MA  .
Madan est vicaire de Wrotham, Kent (1782–3). Il est présenté en 1786 par son oncle James Cornwallis, l'évêque de Lichfield, à la prébende et au presbytère de Tachbrook, Warwickshire mais échange ensuite la prébende contre le presbytère d'Ibstock, dans le Leicestershire, qu'il occupe jusqu'à sa mort. En 1787, il reçoit le presbytère de St. Philip's, Birmingham, et démissionne du presbytère de Tachbrook. Il succède à son père en 1788 comme aumônier ordinaire du roi. En 1790, il devient chanoine résident de la Cathédrale de Lichfield, en 1794 chancelier du diocèse de Peterborough et, en 1800, prébendier de la Cathédrale de Peterborough. Pendant son séjour à Birmingham, il soutient une souscription pour l'érection d'une "église gratuite… à l'usage des classes inférieures".
En 1809, Madan passe DD à Cambridge et, après avoir démissionné de St. Philip's la même année en raison de problèmes de santé, il est présenté à Thorpe Constantine, Staffordshire, qu'il occupe jusqu'en 1824. En octobre 1833, il est atteint de paralysie, dont il ne se remet que partiellement.
Madan épouse en 1791 Henrietta, fille de William Inge de Thorpe Constantine, et a onze enfants. Madan meurt le 9 octobre 1836 à Ibstock, à l'âge de 78 ans, et est enterré dans un caveau familial à Thorpe. Ses enfants érigent une tablette dans la cathédrale de Lichfield à sa mémoire .

## Œuvres
En 1782, le poème de Madan L'Appel des Gentils (Cambridge, 1782) remporte le prix Seatonian. Il entreprend, comme préparation aux ordres sacrés, une traduction du De Veritate de Grotius, qui est publiée en 1782 sous le titre Hugo Grotius sur la vérité du christianisme, traduit en anglais. D'autres éditions suivent en 1792 et 1814 .
Madan a une controverse en 1790 avec Joseph Priestley, qui publie des Lettres familières adressées aux habitants de Birmingham, en réponse au sermon de Madan sur Les principales revendications des dissidents considérés . Madan répond avec une lettre au Dr Priestley [1790].